# Plymouth, Vermont
Plymouth är en kommun (town) i Windsor County i Vermont. Vid 2010 års folkräkning hade Plymouth 619 invånare.

## Kända personer från Plymouth
- Calvin Coolidge, president
- William W. Stickney, guvernör